# Средняя Орлянка
Средняя Орлянка — деревня в Сергиевском районе Самарской области. Входит в состав сельского поселения Верхняя Орлянка.

## История
Основано в 1732 г. военными пахатными солдатами как один из пунктов Ново-закамской укрепленной линии для защиты границы от набегов
кочевников.

## Население
| 2008 | 2010 |
| ---- | ---- |
| 15   | ↗29  |